# Rosamunde (rose)
'Rosamunde' est un cultivar de rosier obtenu en 1941 par le rosiériste néerlandais Mathias Leenders. Son nom (Rosemonde en français) rend hommage à ce prénom et à la musique de scène de Franz Schubert, Rosamunde, composée en 1823.

## Description
Ce petit rosier floribunda présente des fleurs en quart de rosette d'un rose franc à rose corail, doubles (17-25 pétales) dont la floraison est remontante. Elles sont peu parfumées. Son petit buisson s'élève de 60 cm à 80 cm de hauteur.
Sa zone de rusticité est de 6b à 9b; cette variété résiste donc aux hivers froids. Elle est particulièrement adaptée au climat méditerranéen car elle supporte bien la chaleur. On peut l'admirer à l'Europa-Rosarium de Sangerhausen en Allemagne. Cette jolie rose éclaire les devants des mixed-borders en faisant contraste avec des vivaces, surtout si plusieurs pieds sont plantés en bordure.
Elle est issue d'un semis non nommé et du pollen de 'Permanent Wave' (Leenders, 1932). Elle est devenue rare aujourd'hui dans les catalogues.

## Descendance
Le croisement avec 'Sommerwind' (Kordes, 1985) x ['Milrose' (Delbard, 1965) x 'Rosamunde'] a donné naissance à 'Léonard de Vinci' (Meilland, 1994).